# هوغو وولف

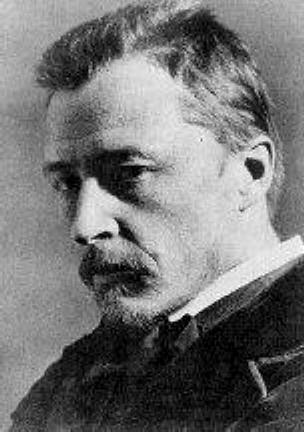
صورة فتوغرافية لهوغو وولف

هوغو وولف بالإنجليزية Hugo Wolf (و. 13 مارس 1860 – ت. 22 فبراير 1903) مؤلف موسيقي نمساوي من أصل سلوفاني اشتهر بأغانيه الرفيعة أو الليد.

## حياته

### سنوات التكون
هوغو فيليب جاكوب وولف ولد في 13 مارس 1860 في وندشجراز شتريا وهي جزء تابع من سلوفينيا يتحدث بالألمانية. والدته كاثرين من أسرة سلوفانية وكان جدود إيطاليون. كانت قوية العزيمة ونشيطة وتكبر زوجها فيليب وولف بأربع سنوات وتزوجته عام 1852. كانت أسرته من اصل ألماني ورثت صناعة الجلود التي أسسها جده ماكسميلان في فندشجراز في القرن ال18. كان فيليب وولف موسيقي موهوب علم نفسه البيانو والكمان والفلوت والهارب والجيتار. رسائله تكشف عن فنان محبط متقلب ومتامل ويبدو أن ابنه هوغو ورث هذه الصفات عن والده، فكان الطفل الرابع من ستة أبناء (مات اثنان آخران في الطفولة). كما سجل لاحقا بتقدير أنه تلقى دروس البيانو والكمان على يد والده في سن مبكرة جدا. وفي المدرسة الابتدائية في القرية من 1865 حتى 1869 تعلم البيانو ونظرية الموسيقى على يد سباستيان ويكسلار الذي كان أيضا يعزف الفيولا في الأوركسترا العائلي لوولف (حيث كان فيليب يعزف الكمان الأول وهوغو الكمان الثاني وأخوه ماكس التشيللو وعمه الهورن).
عام 1868 شاهد هوغو أول عرض أوبرا في حياته وهو أوبرا «بيلساريو» لدونيزيتي، التي تركت انطباعا قويا عليه. في سبتمبر 1870 أرسل للمدرسة الثانوية الإقليمية في جراتز حيث نتذكره وهو يتحدث الألمانية بلهجة سلوفانية لكن غادر بعد فصل دراسي واحد فقط مع تقرير عام «غير مرضي بالكامل» رغم أنه حصل على بعض المدح لمواهبه الموسيقية. في سبتمبر 1871 بدأ عامين كطالب في دير سانت بول حيث برع كموسيقي، فعزف الكمان والأرغن لصلوات المدرسة والبيانو في الثلاثية مع برنامج حفلات يشمل توزيعات الأوبرا الإيطالية والفرنسية. لكنه تباطأ في دراسة اللاتينية التي كانت مادة إجبارية وفي خريف 1873 نقل للمدرسة الثانوية في ماربيرج. هناك استوعب برنامج الحفلات الكلاسيكية في النوتة أو العرض بما في ذلك سيمفونيات بيتهوفن وهايدن في توزيعات دويتو البيانو. لكن مرة أخرى غادر بعد عامين فقط. طبيعته العنيدة والعطوفة شجعت على حل وسط، فكان له الوقت والجهد للموسيقى فقط. تلقى والده إهدائين، الأول لسوناتا البيانو مصنف رقم 1 التي بدأها في أبريل عام 1875 والثاني «التنويعات مصنف رقم 2». وتقرر أن وولف عليه الذهاب للعيش مع إحدى عماته في فيينا في شهر سبتمبر والدراسة في كونسرفتوار فيينا.
في البداية جرت الأمور جيدا. ودرس البيانو مع فيلهلم شينر والهارموني والتأليف أولا مع روبرت فوش ثم مع المدرس الصارم فرانز كرين. صادق الكثير من الأشخاص، بما فيهم جوستاف مالر الشاب. أول ثمار هذا كان «كونشرتو الكمان» غير المكتمل الذي كتب نوتته للبيانو، والمزيد من سوناتات البيانو إضافة إلى الأغاني والكورس. الآن بدأ وولف ارتياد الاوبرا بانتظام: الهجنوت لمايربير كان عمل مفضل له بشكل خاص. لكن أعمق إخلاص له كان لفاجنر، ثم نوفمبر 1875 في فيينا لعروض تانهاوزر ولوهنجرين. حضر وولف كليهما وصار (كما أخبر والديه المنزعجين) مخلصا لفاجنر – وهو مصطلح يترادف وقتها مع الطليعة. في ديسمبر زار فاجنر وأحضر معه مقطوعاته للبيانو التي أوضح انها على أسلوب موتسارت. كان فاجنر متسامحا وودودا واتفق معه على انه يفضل الاعتماد على الكلاسيكيات ونصحه بالصبر والممارسة. حين ذهب بعد ذلك لفيينا قال أنه يتطلع لأن يرى أعماله على نطاق أوسع.
هذا اللقاء ألهم وولف وكان مولعا بفاجنر وأحب تلقي التشجيع. حاول كتابة أعمال ذات نطاق أوسع بالأخص لحن ليناو لكورس الرجال مع المصاحبة بعنوان Die Stimme des Kindes العيوب الفنية تتكرر في الكورس المكتوبة سنة 1876، لكن في أحد ألحان غوته Mailied حدود براعته ملحوظة في الإيقاع والنشاط الهارموني. أيضا من هذه الفترة ترجع المقالات الأوركسترالية توزيع لسوناتا «ضوء القمر»، العديد من مقتطفات موسيقى الحجرة واسكتشات وروندو كابرشيوزو للبيانو الذي لاحقا أصبح خاتمة سيمفونية. لا شك الكثير من هذه الأعمال كانت تدريبات أكاديمية لكن أسلوبها يشهد على استقلاله. سرعان ما أصبح وولف يتصارع مع السلطة مرة أخرى. لاحقا شرح أنه استقال من الكونسرفتوار احتجاجا على الاتجاه المحافظ الراسخ. لكنه أيضا أقيل رسميا لمخالفة الانضباط وقضيته لم يساعدها دعابة قام به زميله حيث أرسل للمدير رسالة تهديد بتوقيع هوغو وولف. وفي مارس 1877 عاد وولف للوطن ثانية في خزي.
هناك عمل في كتابة سيمفونية وكتب أول أغنية اعتبرها جديرة بالنشر وهي «مورجنتاو». سمح له العودة لفيينا في نوفمبر ليسكب عيشه كمدرس موسيقى. في الرحلة أضاع نوتة سيمفونيته. تلك البداية كانت عرضية، لم يملك ووف قد موهبة المدرس أو مزاجه. احتاجت مواهبه رعاية صاحب إحسان مثل أسرة الممثل لودفيج جابيلون وجوزيف بروير المساعد الأول لفرويد.
كان وولف بالفعل معروف في دوائر ثقافية أخرى بالاخص في دائرة المؤلف أدالبيرت فون جولد شميت. تبنوا وولف الشاب واخذوه في حفلات واوبرات واقرضوا الكتب والموسيقى والمال لكن هذه الرعاية كانت محتومة. فكان جولد شميت الذي اصطحب وولف لاحدى الحانات ولا شك ان الجنون الذي اصيب به وولف سنة 1897 ووفاته سنة 1903 كانت بسبب عدوى مرض الزهري الذي اصابه عام 1878. وقتها كما تذكر أعضاء في اسرات جابيلون وبروير انه بدأ يتفادى موائد العشاء وصحبتهم ورفض السفر في نفس عربات السكة الحديد مع مضيفيه. هذا السلوك بدا غريبا لكن بروير لاحقا اعتقد هذا على اساس مشورة طبية ومراعاة للاخرين.
مرحلة الإثارة العاطفية كانت أيضا وقت لكتابة عفوية للأغاني العلامات الأولى لنمط عفوي للإبداع لاحقا يميز أعظم أعمال وولف. في اوائل 1878 كان يحب فالي فرانك وهي إحدى قريبات اسرة لانج التي كانت ضمن اكرم المحسنين له. لاحقا قال ذلك العام، كتب "على الأقل أغنية واحدة جيدة كل يومط. هذا يبدو مبالغ فيه ما لم تكن الأعمال دمرت، لكن شاهد على الكثير من المشاعر في ذلك العام. الحب الرومانسي واضح في اختيار نصوص الاغاني 1877-1878 من مصادر مثل هاين وليناو وروكرت وهوفمان فون فالسيرسليبن وفاوست لغوته.
بعد ألحان شومانسكس هاين في مايو ويونيو 1878 تبدو نغمة جديدة ومعذبة في لحن فاوست Gretchen vor dem Andachtsbild der Mater doloros الذي بدأه في 22 أغسطس. الاعتراف بالذنب والصلاة للغفران ألحان جديدة وغير مميزة لدى وولف يعبر عنها في الكروماتية المعذبة. بعد ذلك كتب ألحان لنصوص كنسية تتصل بانفصاله الحتمي وإن كان مؤقت عن فالي فرانك تلاه الحركة الأولى من الرباعية الوترية في مقام ري الصغير مع التغيير عن الهتاف العاطفي. إدخال علامة «جراف» تسبقها كلمات «لابد أن تستسلم، تستسلم» التي قالها فاوست عند عمله التحالف مع الشيطان ونبذ الحياة البشرية والحب. كل في هذه الحركة والاسكرتزو يحملان تاريخ يناير 1879.
لا شك أن ووف زار برامز وهو حزين في أوائل ذلك العام. تلقاه برامز بلطف ومنحه نفس النصيحة مثل فاجنر وهي أن عليه التوسيع في آفاقه الموسيقية. من برامز الصريح اعتبر هذه إهانة شخصية له عندما اقترح عليه تلقي دروسا في الكونترابنط من نوتبوم. الاجرة كانت أكثر مما تتحمله نفقات وولف والفكرة استبعدت على أنها تفاخر خاص بألمانيا الشمالية. هذه النبرة العدائية أصبحت عداء مستمر. مثلما في لندن المعاصرة لبرنارد شو، الموسيقيون الشباب مالوا لتسمية برامز أنه انفعالي وسما فاجنر تقدمي. دائرة وولف التي كانت بوهيمية مقارنة بدائرة شوبرت الأولى كانت كلها تتكون من المتعصبون لفاجنر متبعين سيدهم لحد أن اصبحوا نباتيين مثلما فعل وولف لعام أو عامين ربما أيضا لان هذا النظام الغذائي كان أرخص.
الراتب الزهيد كان يساعده مع طعام وثياب يرسله له من الوطن. كان يغير محل إقامته باستمرار (أحيانا شارك السكن مع مالر الذي ظل على علاقة ودية معه) بحثا عن العزلة أو التقليل للنفقات. كانت الحياة شاقة لكن مقيدة ثقافيا واجتماعيا. جولد شميت وشونياخ بشكل خاص واصلا السخاء بالمساعدة والتعريف: دائرة أصدقاء وولف ومعجبيه اتسعت تدريجيا. في أبيرل 1879 التقى أول مرة مع ميلاني كوشرت التي أصبحت لاحقا عشيقته وحاميته. أختها هنرييت وأخوها لانج صارا كذلك اصدقاء وثيقين. اثناء ذلك حب وولف لابنة عمتهم فالي فرانك اشتعل ثانية لكنهما انفصلا معظم العام بسبب غيابها في عطلة. رسائل وولف وموسيقاه شغوفة على حد سواء مثلما تشهد ثلاث أغاني ليناو. لكن فقره وسوء حظه جعل الأحباء يفترقان إن لم يغتربان. سياق تأرجح مزاجه وإبداعه المشتت على نحو لا يتوقع كان واضح بالفعل. قبل عام 1880 كآبته ومرضه كلاهما كان ينتقص بوضوح العذوبة والسكينة تعود لموسيقى الأغاني خاصة في Erwartung (الترقب) وDie Nacht (الليلة)، اهدى اغنيتين كتبهما اخندورف إلى فالي واعتبرها تستحق النشر في كتاب أغاني لاحق. الحركة البطيئة للرباعية الوترية في مقام ري الصغصر بدأها في يوليو بها نغمات للعزاء والغفران توحي بحالة من الشكر تشجع عليها عطلة الصيف في مايرلنج. هنا اسلوب وولف الناضج في كتابة الاغاني واصل ازدهاره البطئ شجعه دراسات مسودات فاجنر. قدم شرح لعملين «سادة الشعراء» و«الفالكري» على الأرجح قام بها في ذلك الوقت قدمها للمحامي جوزيف هايتز وهو راعي آخر لوولف أجر منزل مايرلنج لأسرة بريس. وافقوا راغبين على الاهتمام وببولف ومنحوه السكينة والاستقلال اللازم له. الآن تعافى بشكل كافي وتناول وجباته مع الاسرة. معنوياته المرتفعة وعبقريته الواضحة اسرت اسرة بريس لكن زوارهم في الصيف بمن فيهم اسرة فيرنر خاصة هاينرش الذي كان عمره سبعة اعوام كرس وقته بالكامل لوولف ولاحقا كان ناشره وناقده وكاتب سيدته.

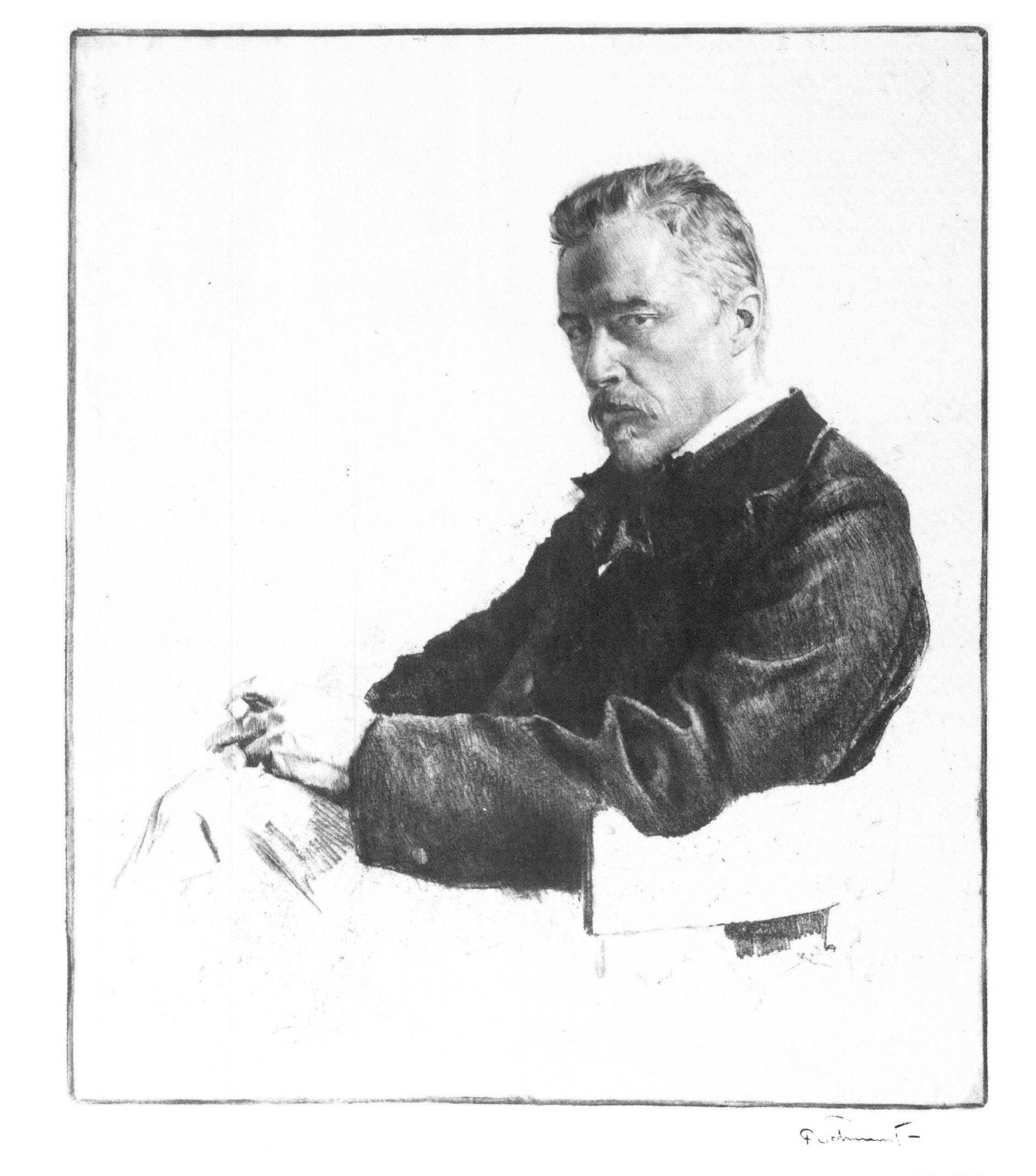
هوغو وولف تمثال نحته شموتزار

وقتها ولاحقا كان الصيف في مايرلنج احضرت الجانب اللامع في طبيعة وولف بما فيها حبه للاطفال والريف. قامته القصيرة وشعره الفاتح وعيناه البنيتان الداكنة اضاءها المرح وصفها جيدا صديقه ادموند هلمر الذي اضاف انه من اجل معرفته جيدا لابد ان تسمعه وهو يضحك وتراه في الهواء الطلق. لكن ضوء الشمس بهت بانتظام وتدخل جانب أكثر كئابة تحول مزواج وولف المتقلب اولا لجموح في الحديث وبالتالي احيانا غضب والحديث بمزمجرة حتى للمحسنين المخلصين له.
قبل بلوغ وولف 21 سنة ابتعدت عنه فالي فرانك وعدات لفرنسا بلدها الام. اليأس كان واضح في اغانيه Sechs Geistliche كورس لكلمات كتبها أيخندورف مرة أخرى ظهر الشعور الإنساني الدنيوي في رداء العذاب الروحاني. مثل السابق شعر وولف أنه جرح فلجأ إلى وندثجراز حيث كتب أغنية أخرى لأيخندورف عن الانفصال بعنوان In der Fremde مرة أخرى ساعده جولدشميت المخلص الذي وجد له في نوفمبر 1881 وظيفة كمايسترو ثاني في سالزبورج. مثل السابق مهنية وولف الموسيقية لاقت ترحاب لكن كان هناك نغمات ذاتية. استاء من الملل بسبب بروفات الأوبريت وتشاجر بعنف مع المخرج. مرة أخرى رحل في أوائل 1882 عائدا لفيينا. والده الحزين قارن نفسه بسيسفاس المقدر عليه دفع نفس الصخرة الثقيلة أعلى التل ويراها تتدحرج للخلف هذه المرة ربما تاركة تأثير ساحق ومميت. لبعض الوقت شعر الوالد والابن بالاغتراب. وولف عجز عن سيطرة القوى التي قررت حياته ومصيره. من الظاهر في أوائل هذا العام التحق بالجيش لوقت قصير ثم إجباري في سن العشرين. لكن لأسباب مجهولة سواء بسبب نفوذ الاصدقاء أو مرضه أو مزاجه غير المستقر أو قصر قامته لم يتم استدعاؤه عام 1880 أو يستبقى طولا عام 1882. مذكراته تسجل هذا كسنة رهيبة. لكن كالمعتاد المسارات المقفرة كانت متنوعة بواحات من حين لآخر بما فيها تلحين موريك لعمل Mausfallen-Sprüchlein وهو ثمرة صيف آخر قضاه مع أسرة بريس وفيرنر في مايرلنج. هناك كتب أعمال جيدة في أواخر 1882 وأوائل 1883 مع مجموعة من اغاني هادئة مشرقة لشعر لراينك وأيخندورف. هذه المرة حين عاد مزاجه الكئيب واصل التأليف – كأن فترتين لامعة وكئيبة، غنائية ودرامية، بسيطة ومعقدة، شومان وفاجنر، بدأت تحاك بنمط جديد ويميز وولف أساسا لحنه الدرامي لشعر كيرنر بعنوان: Zur Ruh', zur Ruh في يونيو 1883 قد يكون مرثاة كتبها عند وفاة فاجنر قبل ذلك بأربعة أشهر. في أغسطس شاهد «بارسيفال» في بايرويث ثم توقف عن العمل

### سنوات الشك
الأثر الذي على وولف تتبعه لم يكن واضح له أو لأسرته أو أصدقائه. هانسليك أعجب بأغانيه واعتبرها تستحق النشر. لكن أولا شوت ثم بريتكوف رفضوها لكن بلطف. ربما لم يكن مقدر له أن يصير كاتب أغاني رغم كل شيء؟ في هذا المأزق جاء لقاءه الثالث مع مؤلف عظيم، هذه المرة ليست في اجتماع مرة أخرى اعده له المخلص جولدشميت في أبريل 1883. رغم انبهاره بالاغاني التي قدمها له وولف التي تضمنت Die Spinnerin، مثل فاجنر وبرامز نصحه ليست بالمزيد من التدريب على التأليف. مرة أخرى هذا ضايق وولف. ذلك الشتاء صاغ الليبريتو لأوبرا أسبانية. الآن في الحال بدأ العمل في قصيد سيمفوني مقتبس من بنثيليا لهاينرش فون كلايست وهي دراما مثل فاوست وربما لنفس السبب كان طولا هوس لديه، موضوعه هو الالم الذي يحدثه النساء ضد الرجال خلال الشغف الجنسي. في أسلوب ليست سعى لتطوير ودمج الألحان ذات نطاق قصير في إطار القصيد السيمفوني. ذهب وولف مرة أخرى لبايرويث لبراسيفيال، قضى عطلة مرضية في رينباخ في زيارة آل كوشر. لكن إذن تيار الإلهام انحسار مرة أخرى تاركا شاطئ مقفر وبلا ملامح. وجد صديق ومعجب جديد وهو الكاتب هيرمان بار. لكن قبل عام 1883 دخلت مرحلة محبطة أخرى. يوجد حكايات – مؤسفة أكثر للتجريم والفراق مع إلقاء التهم وأخذها. تشاجر وولف مع أصدقائه آل بروير بسبب اللغة غير معتدلة بشأن النساء. خرج من منزل مضياف رجل الأعمال فريتز فليش بسبب مضيفه الذي أعطاه فاكهة باستخدام خلة أسنان حتى لا يلمس يده – ولم تكن مسألة تافهة بالنسبة لشخص صعب الإرضاء وحساس يعاني من مرض الزهري قضى مرحلة معدية في عزلة إجبارية.
وينظر للانفعالات والاغتراب في هذه السنوات ولاحقا في منظور الإحباط الفني لوولف تاريخ الحالة العقلية والبدنية والحب الدائم الذي أبداه له أصدقاؤه المخلصون. كان أهم أصدقائه ميلاني كوشرت التي كان وولف يدرس لها ومعجب بها منذ 1881. زوجها هاينرش كوشرت كان الجواهرجي في بلاط فيينا ويملك أصدقاء مؤثرين. تحت قيادته تعين وولف ناقد موسيقي لمجلة الأحد Wiener Salonblatt. لكن لم يكن هناك شيء أنيق في كتابة وولف أو قراءته الجمهور الجديد والمتنامي للنقد الموسيقي الذي تبناه هانسليك لم يرضيه الموقف المتعنت المعادي لفاجنر لهانسليك. في هذا الفراغ اسرع وولف مباشرة. وانصف فاجنر أكثر وبرامز اقل. لكن من الخطأ رؤية نقده الصريح ضد برامز أنه مجرد ثأر. هي ليست مجرد مرآة حرفية وحيوية للعصر، فلها اهتمام خاص لدارسي فاجنر فبالكاد يمكن رؤية أي شخص وقت كان يعرف بوضوح عن اوبراه. فوق كل شيء تقدم تامل هام في عقلية وولف الإبداعية.
مدة النقد لثلاثة أعوام كانت مفيدة كمهنة وانضباط لكن أعاقت التأليف. التوتر الساخر للنثر الذي يكتبه يقابل جيدا اغنيته الوحيدة في هذا العصر Die Tochter Der Heide لحن موريك الذي كتب اثناء فترة قضاها مع آل كوشرت في رينباخ في يوليو 1884. على الارجح في هذا الوقت تعهد هو وميلاني كوشرت بالحب المتبادل. الحركة الاخيرة من الرباعية الوترية في مقام ري الصغير وضع مسودتها أيضا هذا الصيف. بعض الاسكتشات المتفرقة لمسرحية أخرى لكليست بعنوان «أمير هومبرج» عن الصراعات بين الحب والواجب، التقليد والمزاج، ترجع لاغسطس حين كان وولف في زيارة لاخته موديستا وزوجها جوزيف ستراسير في اوبلارن هذه المرة الحب كان قوة منقدة ليست مدمرة مثل «بنثيسليا» في نزهة مع ستراسر التقي وولف بالشاعر الشعبي والمطرب يوهان كين ودعمته اغانيه. وقبل أكتوبر 1884 عاد وولف في فيينا يكتب النقد وسعى بلا طائل لترتيب عروض أو نشر أعماله. قرر تخصيص الصيف القادم لاكمال موسيقى «بنثيسليا» ليتقدم بها للاوركسترا الفيلهارموني، وعمله «امير هومبرج». ظل عمله الاخير غير مكتمل لكن في سبتمبر زار ريختر ومعه نوتة بنثيسليا ووعده بمحاولة لاحقة ذلك العام.
شعر وولف أنه اخيرا سوف يكتسب مكانة وحقا كان يصنع لنفسه اسم كناقد. من المؤسف كان اسمه مكروه، ومن ضمن من نقدهم وولف كان سيجموند باخريتش الذي كان يدعي انه مؤلف اوبرالي. لكن باخريتش كان أيضا عازف فيولا في رباعي روزي الشهير، لذا كان وولف ساذج عندما قدم الرباعية الوترية في مقام ري الصغير لهم ليسمعونها. اعيدت له مع ملحوظها مؤلمه وقعها باخريتش نيابة عن زملائه. والأسوأ من ذلك خضعت بنثيسليا للتجربة بكل المعاني. بروفتها في 15 أكتوبر 1885 كانت مهزلة سواء كانت بتى مر من ريختر ام لا. كان باخريتش في الاوركسترا وقام ريختر ببعض الملحوظات غير المشجعة التي سمعها وولف عن الاشخاص الذين اجترءوا على نقد أستاذ عظيم مثل برامز. كانت هذه التعليقات متوقعة بالكامل وغير مثيرة للدهشة. استمر نقده بحماس لا ينقص لكن موسيقاه اما توقفت أو ماتت منذ البداية. ولم يكمل عمله الحيوي التالي حتى أكتوبر 1886 واثناء قيامه بعطلة مع ال ستاسر الذين كانوا يعيشون الآن في موارو، بعد احداث تشمل اصابة خطيرة في العين، والعمل هو انترمتزو في مقام مي بيمول للرباعي الوتري. في بداية العام بدأ العمل في «ليلة المسيح» وهو لحن للمطربين الصولو والكورس والاوركسترا. وولف نفسه وصفه انه يوحد جانبين من طفولة المسيح: ساذج وطفولي لكن قاهر ومتسامح. مرة أخرى يبدو الدافع حدسيا معبر عن ذاته. بالمثل كانت الثلاثة اغنيات لسنة 1886 وأول ثلاثة عام 1887 تتعلق نصوصها بعدة جوانب من التصميم في مواجهة الظروف السيئة.
أخيرا تؤكد الموسيقى على إحساس واثق بالهدف والوظيفة. أخيرا عام 1887 نال وولف مجال جديد اقترب من قمة البراعة والإجادة. الدافع قدم بتغيير المسار من الموضوعية تجاه إعادة ابتكار الأدب الخيالي وهو مفهوم اقتبسه وولف بتكرار الناقد كدليل على الامتياز. لذا ثبت لوولف المؤلف. من مارس إلى مايو 188 استلهم بحيوية شعر أيخندورف بشأن الخفة في الحب أو القوة الساحرة للنساء والطبيعة. بين آخر اغنيتين كتاب السرينادة الإيطالية للرباعي الوتري 2-4 مايو. السخرية المسترخية والمسلية قد تكون تدين بتصورها لأيخندورف الذي تقدم النوفيلا التي كتبها بعنوان «حياة شخص لا يصلح لشيء» الكثير من التواصل النصي مع حياة وولف وموسيقاه وتشمل سرينادة إيطالية.
ولا شك الآن أنه في تصور وولف عن حقيقة موهبته رغم طبيعتها الفعلية غير واضحة له. كتب أول روائعه وآخر نقده. في تلك اللحظة مرض والده فجأة ومات في 9 مايو وبالتالي حرم من مشاهدة نجاحات ابنه اللاحقة لكن حرم من المأساة النهائية. استدعى هوغو بتلغراف كان عزاء للنهاية لكن أصبح هو نفسه لا يجد العزاء. بالكاد كتب أي لحن آخر ذلك العام. احتاج دعم عاطفي وتشيجع فاحد الشخصيات الاساسية في حياته قد رحل. جاءت المساعدة من فريدريش ايكشتاين الذي اثرت مكتبته وحديثه على وولف الشاب في ايامه الأولى في فيينا والان قدم الخدمة الهامة الأخرى لاقناع الناشر ربما مع بعض التشجيع المالي لنشر مجلدين من اغاني وولف. من ضمن مسوداته لسنوات كثيرة اختار وولف ست اغاني للنساء وستة للرجال لينسب على التوالي لذكرى والدته ووالده. حث المشروع على نشوة ابداعية متازمة.

### البراعة والشهرة
سعى وولف للوحدة بشكل غريزي. آل فيرنر عرضوا عليه استخدام منزل العطلة في بيرشتولدسورف قرب فيينا. أخذ معه قصائد لشاعره المفضل موريك التي كانت بلا شك تتخمر في ذهنه الموسيقي لسنوات كثيرة. الآن جاء ازدهار عفوي فجائي لموسيقى الاغاني التي في كثرتها وتنوعها ماثلت اغاني شوبرت لسنة 1814-15 وشومان 184-41. التوازي في سيرته مع شومان واضح بشكل خاص. وولف أيضا ظهر للتو من بعض سنوات النشاط كناقد وكان يحتفل بعلاقة حب طويلة الامد قبل عام 1888 مع ميلاني كوشرت رغم انهما يمكنهما فقط مصادفة المصاعب. وولف وجد نفسه أيضا يتحرك في مجال الاغنية مع تاكيد جديد ومدهش مع سخرية مميزة قارن العملية بفكل ازرار معطف. اخيرا انزعج كذلك من عنف ابداعه الموسيقي رغم فرحه بتدفقها. في 22 فبراير مثلا كتب لادموند لانج «دونت للتو أغنية جديدة للالهة دعنى اخبرك وجنتي تتالقان بالاثارة مثل الحديد المنصهر وهذه الحالة من الإلهام هي تعذيب ممتع لي أكثر من أي فرح». لكن كانت هذه مجرد البداية. اغاني ارفع بكثير ازدهرت بمعدل اثنين أو حتى ثلاثة في اليوم. مرة أخرى كتب لادموند لانج في نفس اليوم «بالكاد ارسلت خطابي حتى اخذت قصيدة موريك وكتبت أغنية أخرى. ملحوظة لقد نجحت في كتابة أغنية ثالثة وكيف! هذا يوم حافل».
بعد شهر ما زال يؤلف بنفس الإيقاع والكتابة بنفس المعدل. لجوزيف ستراسر 23 مارس: «أنا اعمل بقوة 1000 حصان من الصباح المبكرة حتى وقت متاخر في الليل دون راحة. ما ادونه الآن على الورق صديقي العزيز، الآن تكتب لتصبح روائع حين اخبرك انه رغم زياراتي لفيينا كتبت منذ 22 فبراير 22 أغنية كل واحدة أفضل من الاخيرة ويتفق بشانها المستمع المتذوق. انا لا تشبه أي شيء منذ شوبرت وشومان سوف تفهم أي نوع من الاغاني تكون». سابقا كتب وولف بتواضع لادموند لانج: «اتسائل ماذا يحمل المستقبل لي؟ هذا السؤال يعذبني ويزعجني ويشغلي ليل نهار. هل أنا يتم استدعائي، ام اختارني أحد؟» بعد كتابة 43 أغنية احتاج للراحة فاخذ عطلة مع ال ستراسير وزار بايريوت. في سبتمبر استمر في كتابة الاغاني. هذه المرة لجأ وولف لأسرة إيكشتاين في أنتراخ حيث كتب، مرة أخرى باستخدام بعض الافكار الأولى، 13 لحن لأيخدنورف. ثم استمرت الحان موريك مع تسع اغاني أخرى في أول اسبوعين من أكتوبر بما في ذلك بعض الاغاني بها محتوى روحاني عميق، تاثر وولف مرة أخرى باوبرا بارسيفال. ثم جاءت العودة لفيينا وتدفق مشاعر مستدامة أكثر من قبل. قبل 13 فبراير 1889 اكمل وولف 51 أغنية من كتاب غوته للاغاني باستثناء اسكتش واحد لم يكتمل لم يرضَ عنه وأعاد تاليفه لاحقا.
مرة أخرى يمكن للمستمع المتذوق التعرف على الروائع هذه المرة يتحدى مباشرة المقارنة مع ألحان شوبرت وشومان لأشعار جوتة. سرعان ما انتشرت الكلمة من الأصدقاء القدامى لمتحولين جدد. فقط في 2 مايو 1888 أدى وولف الأغاني امام الجمهور. في 23 مارس كان وولف يعزف ويغني احداث الحان لشعر موريك. ضمن أكثر الاعضاء المؤثرين كان جوزيف شوك وفرناند لوف كليهما أساتذة في الكونسرفتوار انبهروا بقوة. وكذلك كان التينور فرديناند ياجر الذي غنى بارسيفال في بايروت حيث سمع في 8 نوفمبر، 3 من اغاني موريك من سوبرانو من اوبرا فيينا بمصاحبة شوك. سرعان ما كان ياجر لوولف مثل فوجيل لشوبرت مخلص وشريك له مدى الحياة. حفل وولف في 15 ديسمبر كان أول ظهور جماهيري للمؤلف كعازف مصاحب. هذه وحفلات الرسيتال اللاحقة تلقت التصفيق.
في مايو 1889 عاد وولف لبيرشتولدسدورف. كان امل النجاح مع الجمهور سبب جعله يركز على الاشكال الواسعة النطاق الاوبرالية والاوركسترالية. لحنان من «حلم ليلة صيف» يرجعهان لهذا الشهر إضافة إلى توزيعات لاغاني من مجلد موريك الذي نشر اثناء ذلك. بعد زيارات عطلة الصيف لبايروت ووالدته التي كانت في وندشجراز عاد وولف لبيرشتولدسدورف في نهاية اكتبور 1889 وفي الحال بدأ عمله في كتاب الاغاني الإسبانية. افكار عن الاوبرا غالبا اقترحت إسبانيا أو إيطاليا لذهنه (من هذا الصيف يرجع أيضا تاريخ مسودة عدة اجزاء من موسيقى الرباعية الوترية التي كان يريد بها الحركة البطئية من السرينادة الإيطالية. هذا الدافع إضافة لحبه للشخصيات والوصف وشعوره القوي الوطني والتلوين المحلي ومزاج للصوفية ربما شجعه أو تبناه زيارات لبايروت ادى لاختيار ترجمات من الإسبانية لهيز وجيبل. في أبريل 1890 اكمل 44 أغنية إسبانية. اثناء هذا الدافع للموسيقى المسرحية استمر: لحن عنوانه «مقدمة لهاملت». لحنان آخران لرينيك وست اغاني لكيلار في يونيو 1890 تصل لنهاية هذه المرحلة الابداعية العظيمة حيث 174 أغنية تشمل الكثير من الروائع المعترف بها الفها خلال عامين ونصف.
اثناء ذلك صدى شهرة وولف كان ينتشر خارج النمسا أول مقال نقدي كان لهاينريش روخبرج صديق قديم له «اغنيات جديدة، حياة جديدة» لجوزيف شوك الذي ادى لانتشار الاهتمام والتواصل. سمع وولف من المدير الموسيقي اميل كوفمان (الذي كان والده صديق لموريك) وقاضي منهايم اوسكار جرو صار كلاهما اصدقاء حميمين. «جمعية فاجنر» لجوزيف شور تمكنت من التفاوض مع شوك في مينز لتكمل أو تحل محل الناشرين الفيناويين وليتزلر التي كانت بالفعل على حافة الإفلاس ولاكوم.
داخل النمسا قدم ياجر رسيتال اخر ناجح جدل لوولف إلى «جمعية فاجنر» بجراز في 12 أبريل. سمع هاينرش بوتبشنيج طبيب اسنان وعازف بيانو هاوي سرعان ما صار صديق وثيق له ومساعد. في فيينا أصبح اسم وولف شهير بالتدريج لكن أيضا لاقى بعض المقاومة. تذكر ريتشارد هوبرجر حديث مع برامز وريختر في نوفمبر 1890 عن المعجبين بفاجنر وبالاخص هوغو وولف الذين امتدحوه الآن بانه كاتب اغاني عظيم ومبكر الاغنية السيمفونية في حين يقال ان شوبرت وشومان وبرامز كتبوا الاغاني كأنها بمصاحبة الجيتار. النبرة بها استياء حتى في مجتمعات فاجنر. لكن رد الفعل العام كان في صالحه وهذه الموجة من الاعتراف حملت وولف للمزيد من الحماس للاوبرا. عام 1890 مع ذهنه يركز كثيرا جدا على الالحان الإسبانية عرضت عليه ليبريتو القبعة المثلثة للصحفية روزا مايردير. رفضه مع اقتراحات أخرى مثل «العاصفة» وقصة بوكاهانتاس. ضمت موضوعات أخرى حياة بوذا والحمار الذهبي لاوبيوس مما يدل على الجوانب المتقابلة الروحانية والدنيوية لوولف. لكن حين تلقى العمولة من مسرح بيرج لتاليف الموسيقى التصويرية لانتاج «الحفل في سولاج» لابسن تراجع حماس وولف بحدة. وجد املهمة الموكلة اليه مزعجة كان غير مستلهم ودون العمل لاوركسترا كبير وتاجلت ليلة الافتتاح حتى 21 نوفمبر 1891 حينما كان كان الاستقبال دافئ. بعد ذلك كتب اغاني جديدة من ترجمة هيز لاشعار إيطالية مجهولة باسلوب رفيع ويعود التقليد للقرن ال16 أو قبله. اكمل سبع مجموعات في أكتوبر ونوفمبر 1890 رغم التشتت الذي جاء من زيارة أخرى لالمانيا لاكمال المفاوضات مع شوت. التقى وولف بالمايسترو هيرمان ليف والمطرب يوجين جورا في ميونخ وزار اصدقائه الجدد كوفمان وجرو.
لكن الآن الإرهاق الجسدي والعلي تدخل مع بعض العلامات السيئة. بعيدا عن تفويضه بتأليف عمل لإبسن والتوزيع الأوركسترالي لاغنية موريك لم يكتب وولف شيئا لمعظم 1891. ملل عدم النشاط قل بزيارة أخرى لالمانيا لسماع «ليلة المسيح» بقيادة وينجارتز في منهايم. هناك التقى مع الموسيقي هامبردينك الذي أشاد باغاني وولف لانه كان يقرأ أعمال شوت لكنهم لم يختاروا «ليلة المسيح» التي ميز فيها وولف عيوب في التدوين. نشات عن هذا مرحلة اكتئاب. عانى من الأرق وياس من كتابة أي عمل آخر. لكن في نهاية ديسمبر الف 15 أغنية إيطالية أخرى مليئة بالابتكار الرائع. ثم حل الظلام ثانية ولا يمكن اختراقه أكثر من قبل مرة أخرى استغل فترة طويلة للقيام بحفلات وجولات في المانياز
أول حفل رسيتال لوولف في برلين في 3 مارس 1892 مع التينور المحلي جرال والميزو-سوبرانو فريدريكا ماير تم استقبالهم بحماس رغم أنه لم يحقق نجاحا ماديا. قام وولف بصداقات جديدة تشمل راعية البارون ليبرهايد مدير الكورس سيجفريد اوش الناقد ريتشارد ستيرنفيلد ومطربة الاوبرا اميلي هيرزوج وكاتب الليبرتو رتشارد جيني. كنص اوبرالي مناسب لوولف اشاد بعمل آلاكرون المترجم للألمانية بعنوان «مانويل فنيجاس» هذا المشروع شغل وولف للنهاية.
لدى عودته من برلين سقط وولف ضحية التهاب في الحلق كان عرضه له منذ 1891. اهتم به آل كوشرت مثل المعتاد. ربما كان حضور ميلاني عشيقته الخجولة المتحفظة شجعه على التوزيع الأوركسترالي لأغنيته العظيمة على لحن الحب الصريح والممنوع Geh', Geliebter, geh' jetzt" من كتاب الاغاني الإسبانية دون السرينادة الإيطالية للاوركسترا الصغير مع بعض التغييرات اللحنية الطفيفة لكن مربكة، خطط لبعض الحركات الاضافية بشكل متفرق. خلال ذلك لم تكن لديه افكار. في الثلاثة اعوام من 1892 حتى 1894 لم يكتب أي لحن موسيقي مبتكرز مثل السابق بعث عن التشوش في السفر المستمر وجولات الحفل. بالتاي في نياير حضر عرض ناجح جدا لشكسبير بعنوان "أغنية الحورية" والنسخة الكورالية لاغنية موريك بقيادة زجفريد اوش في برلين. في نفس البرنامج كانت التسبيحة لبروكنر تعرض الذي حضر أيضا بنفسه وكانت علاقته ودية مع بروكنر. في منهايم التقى وولف مع تلميذه وراعيه المحامي والتينور الهاوي هوغو فيست من شتوتغارت. في دارمشتاد افتتن بالسوبرانو فريدا زيرني من اوبرا مينز وشكل خطط للهجرة معها لامريكا. عرفت ميلاني كوشرت بهذه العلاقة القصيرة مما تسبب في حزنها واحراج وولف. جدد اخلاصه لها وقضى الصيف سننة 1894 في منزلها الريفي في ترونكيرشن ثم مع عائلة ليبرهايد قرب بريكسليج في تيرول.

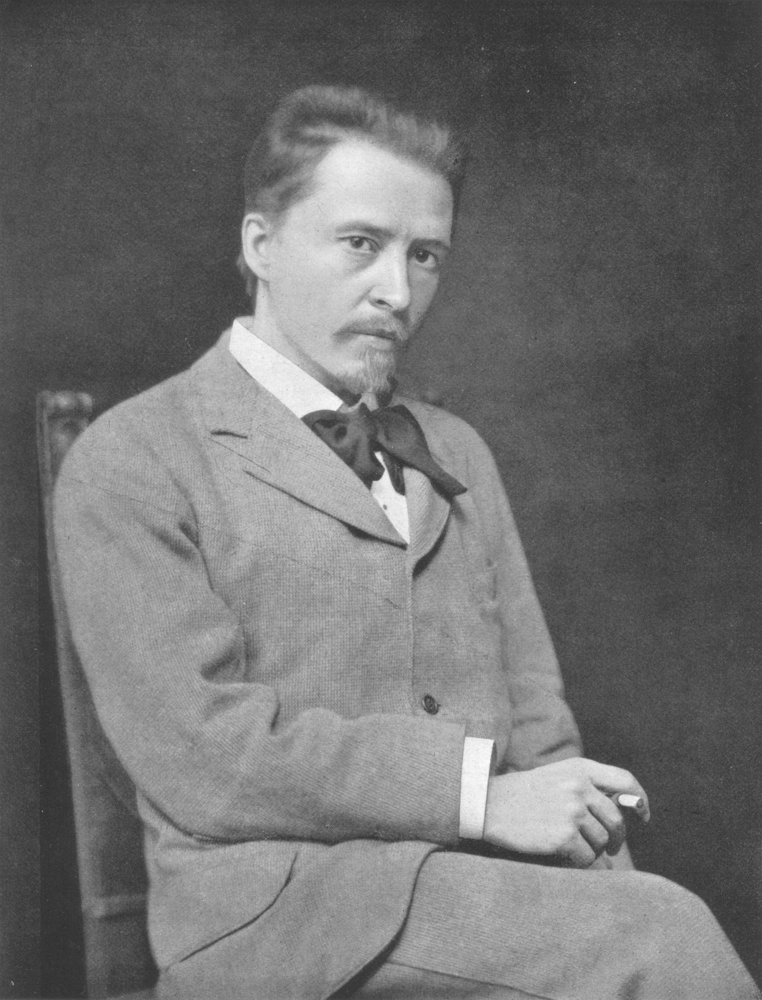
هوغو وولف سنة 1902

مع نجاح «هانزل وجريتل» لهامبردنك في ديسمبر وصلت حمى الاوبرا لدى وولف لذروتها. قصة ألاكرون للقبعة المثلثة بدات تسيطر على ذهنه. رفض نسخة اعدها فرانز شوامان رئيس جمعية فاجنر وتحمس للنسخة التي رفضها سابقا لروزا مايردر. كانت مزايا قابلة للجدل لكن هذا النص الآن بدأ يختمر في ذهن وولف وعبقريته الإبداعية. مثل السابق كان هناك فترة شتاء بعد اجتهاد في الربيع. في اوائل أبريل 1895 مرة أخرى سعى وولف للوحدة في بيرشتولدسدورف. هناك بدأ يؤلف من الصباح للغسق يوميا وفي مايو رحل لقلعة ليبرهايد الأكثر راحة في بريكسليج. في 9 يولوي اكمل الاوبرا من 4 فصول للبيانو وشغله التوزيع الاوركسترالي باقي العام. عرضت الاوبرا دون نجاح لفيينا وبرلين وبراج وآخر الأمر تم قبولها للعرض في منهايم. امتدت البروفات والتوتر بسبب عدم الدقة في الاجزاء المنسوخة والتقلبات في الحالة النفسية لوولف واصل الإصابة بالارق. العرض الأول بقيادة هوغو رو سنة 1896 حقق نجاحا كبيرا مع نداءات من وراء الستار للمؤلف ولكن الحماس قل في العروض اللاحقة مع الرحيل التدريجي لاصدقاء ومعجبي وولف لا زالت الاوبرا لم تصل للبرنامج العام للحفلات أو الجمهور الاعرض.
اثناء هذا عاد وولف في حماس ابداعي اخر لبيرتشولدسدورف وكتب القسم الاخير من كتاب الاغاني الإيطالي مع 24 أغنية في الخمسة اسابيع بين 25 مارس و30 أبريل. ثم عاد لفيينا ليشغل منزله أول مرة في حياته. منذ وصوله هناك كان يقيم في حالة فقر أو في ضيافة أحد ما. آل كوشرت كانوا دائما اسخياء وال ليبرهايد وجور قدموا له معاش والان وجد له اصدقاء اخرون شقة وجهزوها في شواندجاس. هناك لاغلب عام 1896 وبدياية 1897 راجع النوتة وDer Corregidor وتأثر بيوهان فوش قائد مدير اوبرا فيينا الذي نصحه بالمراجعات الاجبارية وهي حذف في الفصل الاخير. في خريف 1896 كتب لحنين لبايروت وواحد لرينيك.

### الانهيار ومرض الموت

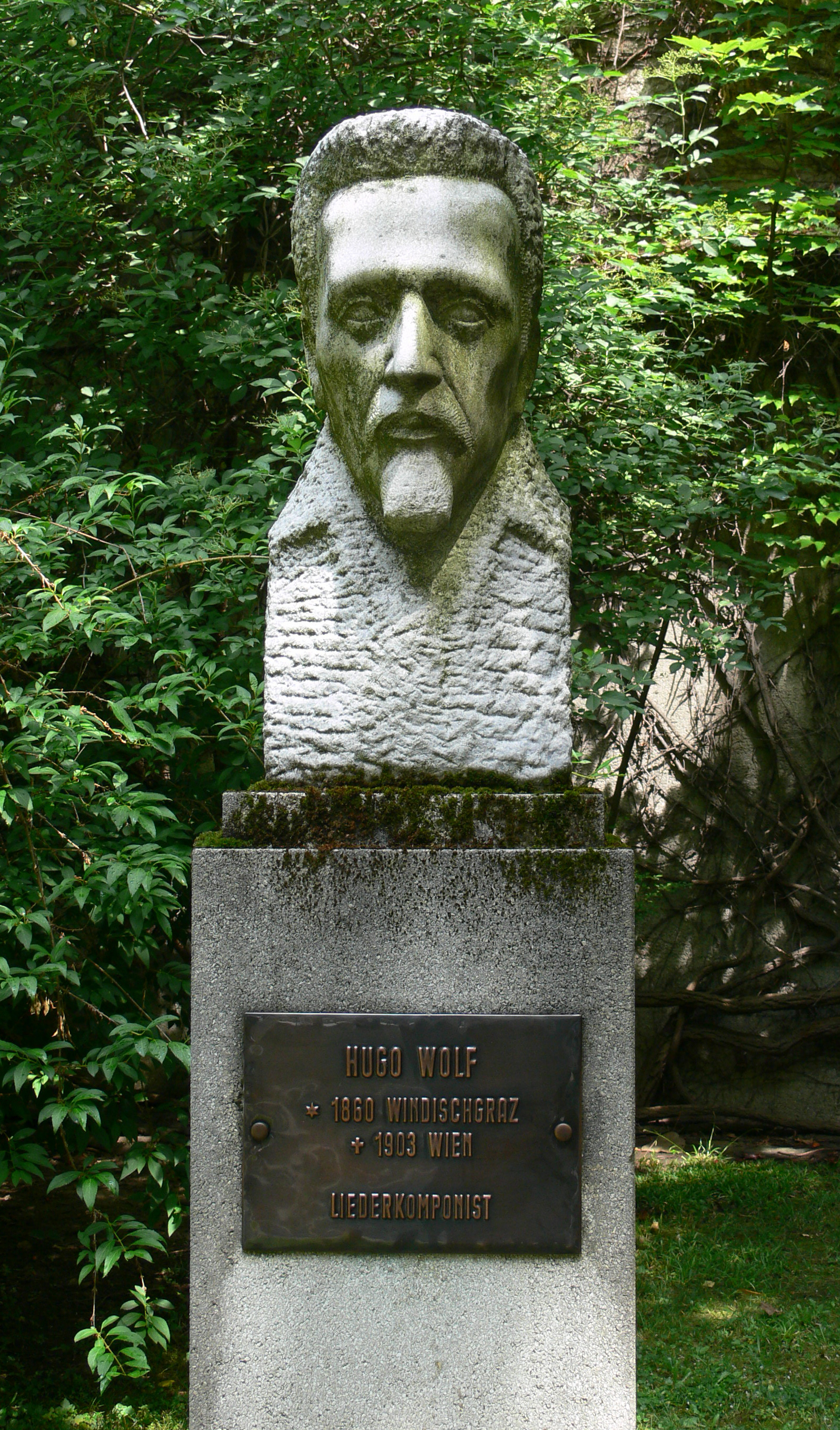
تمثال نصفي "لهوغو وولف" لإروين هوبر، 1959

في مارس 1897 كتب وولف آخر أغنياته على ألحان سونيت لمايكل أنجلو بالترجمة الألمانية وهي هدية الكريسماس لبول مولر مؤسسة جمعية وولف في برلين. في أبريل 1897 افتتحت جمعية أخرى لمحبي وولف في برلين على يد الاستاذ الجامعي مايكل هابرلاند مؤيد قوي لوولف في سنوات مرضه الشديد. اثناء ذلك واصل وولف خططه لاوبرا ثانية لألاكرون عن قصة لمانويل فنيجاس.
الموضوع هو الغيرة والانتقام مثلما في Der Corregidor لكن مع نبرات مظلمة من العنف والتراجيديا. ربما ذهن وولف في مرحلة الاكتئاب كان يرجع للذاتية. اغاني مايكل انجلو رغم جودتها لها تطبيق شخصي. عام 1897 كان وولف مريضا بشدة وكان سلوكه غير المتوقع يسبب الضيق والإزعاج. المعاينة الطبية في العام السابق كشفت (رغم اخفاء الحقيقة عن وولف نفسه) عن مرض الزهري. مع ذلك كان مستعدا ثانية ليؤلف بغزارة. اعدت روزا مايردير ليبريتو «مانويل فنيجاس» لكنه رفضه. مورتز هورنز انتج نسخة بديلة بدت كأنها لها صفة تميز شكسبير بحق بالنسبة لوولف السقيم. في سبتمبر 1897 مرة أخرى تم مصادرته في شقته يعمل من الفجر حتى الغسق في الاوبرا الجديدة. اكمل نحو 60 صفحة من نوتة للبيانو في ثلاثة اسابيع ثم تعب ذهنه. ادعى انه تعين مدير لاوبرا فيينا بالتالي عليه اداء أعماله وحده رغم عدم اكمالها أو كتابتها. لا شك جنونه أخذ هذا الاتجاه بسبب زيارة حدثة م صديقه القديم مالر الذي تعين قائد الاوبرا وعلى حد ذكر وولف وعد بذل أقصى جهده لعرض Der Corregidor في الموسم التالي. الضغط الناجم عن الاثارة أو ربما خيبة الامل لتغير لاحق للخطة اخيرا ازال المنطق المرهق بالفعل لوولف. عقد اجتماع لمن تعاطف معه وعزف لهم اجزاء من فنيجاس وابخرهم بتعيينه الجديد وخططه لاقالة مالر وتولي مكانه. ادخل عنو إلى مصحة الدكتور فيلهلم سفتلن وتكشف رسائله عن خطط عظيمة لجولات حول العالم لعرض اوبراته بمساعدة مسرح فايمار. ذهنه المشتعل كان يغلي بموسقى غير متبرابطة. اقيل في 24 يناير 1898. قام بزيارات لعدة منتجعات ومراكز بصحبة اخته وميلاني كوشرت المخلصة. في 6 مارس عاد لفيينا لمنزل جديد في مولجاس. ذلك الصيف مكث مع أل كوشرت في ترونكيرشن. في أكتوبر سيطرت عليه موجة أخرى من الجنون وحاول اغراق نفسه في نهر ترونسي. دخل مصحة النمسا الدنيا في فيينا في 4 أكتوبر 1898. هناك قلت معاناته بسبب حب وولاء ميلاني التي استمرت زياراتها المتكررة والمنتظمة له حتى يوم وفاته في 22 فبراير 1903. ثم اعطت المجال للندم وحزن بطئ وفي 21 مارس 1906 القت بنفسها من نافذة في الطابق الرابع من منزلها في فيينا.
اهدى وولف كل مسودات اغانيه اليها حيث انها أفضل من فهمه وفهم موسيقاه من غيرها. ترقد في مدافن الاسرة في هايتزنج ويرقد وولف في مقبرة فيينا المركزية قرب شوبرت وبيتهوفن.

## وصلات خارجية
- هوغو وولف على موقع IMDb (الإنجليزية)
- هوغو وولف على موقع الموسوعة البريطانية (الإنجليزية)
- هوغو وولف على موقع ميوزك برينز (الإنجليزية)
- هوغو وولف على موقع إن إن دي بي (الإنجليزية)
- هوغو وولف على موقع أول ميوزيك (الإنجليزية)
- هوغو وولف على موقع ديسكوغز (الإنجليزية)
- هوغو وولف على موقع ديسكوغز (الإنجليزية)

1. ↑   https://theaterencyclopedie.nl/wiki/index.php?curid=166602. {{استشهاد ويب}}: |url= بحاجة لعنوان (مساعدة) والوسيط |title= غير موجود أو فارغ (من ويكي بيانات) (مساعدة)
2. 1 2 3 4  The New Grove Late Romantic Masters: Bruckner, Brahms, Dvorak, Wolf (Composer Biography Series)